# Can Ferreters
Can Ferreters – miejscowość w Hiszpanii, w Katalonii, w prowincji Barcelona, w comarce Maresme, w gminie Argentona.
Według danych INE z 2004 roku miejscowość zamieszkiwało 97 osób.